# 塔斯克
塔斯克（法語：Tasque，法語發音：[task]）是法国热尔省的一个市镇，属于米朗德区。

## 地理
塔斯克（43°38'21"N, 0°1'9"E）面积10.02 平方千米，位于法国奧克西塔尼大區热尔省，该省份为法国西南部内陆省份，北起顺时针与洛特-加龙省、塔恩-加龙省、上加龙省、上比利牛斯省、大西洋比利牛斯省和朗德省接壤。
与塔斯克接壤的市镇（或旧市镇、城区）包括：阿杜尔河畔卡于扎克、加利阿、伊佐奇、拉瑟拉德、普莱桑斯、普伊德拉甘、泰尔姆达马尼亚克。

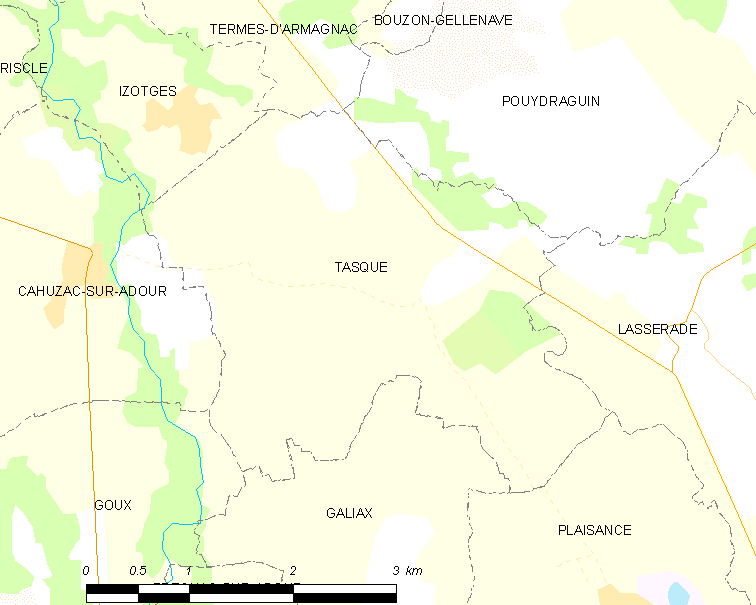
塔斯克的OSM定位图

塔斯克的时区为UTC+01:00、UTC+02:00（夏令时）。

## 行政
塔斯克的邮政编码为32160，INSEE市镇编码为32440。

## 政治
塔斯克所属的省级选区为帕尔迪亚克-下河县。

## 人口

1962-2008年间塔斯克人口变化图示

塔斯克于2022年1月1日时的人口数量为245人。